# Gildas Loaëc
Gildas Loaëc (né en 1973 à Lesneven) est un musicien et producteur de musique français.
Autrefois manager du groupe français Daft Punk, il est crédité directeur artistique sur plusieurs pochettes d'albums du groupe.

## Biographie
Gildas Loaëc grandit dans le village de Ploudaniel, de parents et grands-parents paysans. Au lycée, il rencontre Loïc Prigent, avec qui il part à Paris. 
En 1995, Gildas ouvre un magasin de disque à Paris, près de la rue de Rivoli, ce qui l'amène à rencontrer Masaya, son futur associé, mais aussi Daft Punk, pour qui il commence à travailler. En 1998, il s'occupe notamment des labels solos de Thomas Bangalter et Guy Man.
Il lance en 2002, son label musical Kitsuné (renard, en japonais) avec Masaya Kuroki, Patrick Lacey, Benjamin Reichen, Kajsa Stahl et Maki Suzuki. Ces quatre derniers sont des graphistes basés à Londres et travaillent aussi de manière autonome sous le nom de åbäke. Le label s'étend ensuite aux vêtements, distribués pour beaucoup au Japon, et dans une boutique parisienne en nom propre, au 52 rue Richelieu à Paris.
Gildas Loaëc officie également comme DJ en duo avec Masaya Kuroki à partir du début des années 2000 sous le nom Gildas & Masaya.
C'est un grand ami du graffeur André Saraiva, qu'il a déjà invité à collaborer sur son label en lui commandant les graphismes des compilations "Kitsuné Parisien 1 & 2".